# Via con me
Via con me (pubblicata anche col titolo Via con me (It's wonderful)) è un brano musicale del cantautore Paolo Conte, inserito nell'album Paris milonga del 1981. Diventata negli anni una delle canzoni più popolari di Conte, è stata registrata per la prima volta allo studio Format di Torino. Il brano è presente anche nella raccolta Tutto Conte - Via con me (2008).

## Cover ed utilizzi in altri media
- Roberto Benigni ne ha realizzato una cover presente in un 45 giri del 1983 e inserita anche nella colonna sonora del film Tu mi turbi.
- Nel 1995 i Neri per Caso ne hanno fatto una cover nel loro disco d'esordio Le ragazze
- Nel 2010 è stata cantata da Fiorella Mannoia durante il suo tour Ho imparato a sognare.
- Nel 2013 il gruppo musicale italiano Swingrowers ha pubblicato una versione cover [2]
- I La Crus hanno realizzato una cover del brano e l'hanno inserita nel loro album Crocevia (2001).
- La trasmissione televisiva Vieni via con me del 2010 ha omaggiato la canzone nel titolo.
- La canzone è utilizzata in alcuni spot televisivi, tra cui quello per la fragranza Valentina di Valentino.
- È parte della colonna sonora di Sapori e dissapori di Scott Hicks.
- È stata utilizzata anche nel film French Kiss
- Il pezzo viene brevemente eseguito al piano dall'attrice Ana De Armas in una scena del film del 2022 Acque profonde di Adrian Lyne.
- Nel 2024 I Patagarri ne hanno realizzato una cover restando in stile Jazz[3].